# 堂安憂
堂安 憂（どうあん ゆう、1995年12月14日 - ）は、兵庫県尼崎市出身の元サッカー選手。ポジションは、ミッドフィールダー（MF）。
弟はサッカー日本代表の堂安律。

## 来歴
セレッソ大阪のアカデミー出身。創造学園高校では2年生から主力として活躍し、2012年の全国高校総体、全国高校サッカー選手権に出場した。3年次は主将を務めた。びわこ成蹊スポーツ大学を経て、2018年よりAC長野パルセイロへ内定。
2018年よりAC長野パルセイロに入団。7月8日、第17節のカターレ富山戦でプロ入り初得点を含む2得点1アシストの活躍を見せた。
2019年10月に負傷。左膝内側靭帯損傷で全治8週間と診断を受ける。同年12月4日、AC長野パルセイロは契約期間の満了を発表した。
2020年よりおこしやす京都ACに入団。
2021年1月7日、現役引退が発表された。

## 人物
- アイントラハト・フランクフルトに所属するプロサッカー選手の堂安律は実弟[1]。

## 所属クラブ
ユース経歴
- セレッソ大阪西U-15
- 創造学園高等学校
- びわこ成蹊スポーツ大学

シニア経歴
- 2018年 - 2019年  AC長野パルセイロ
- 2020年  おこしやす京都AC

## 個人成績
| 国内大会個人成績 | 国内大会個人成績 | 国内大会個人成績 | 国内大会個人成績 | 国内大会個人成績 | 国内大会個人成績 | 国内大会個人成績 | 国内大会個人成績 | 国内大会個人成績 | 国内大会個人成績 | 国内大会個人成績 | 国内大会個人成績 |
| 年度             | クラブ           | 背番号           | リーグ           | リーグ戦         | リーグ戦         | リーグ杯         | リーグ杯         | オープン杯       | オープン杯       | 期間通算         | 期間通算         |
| 年度             | クラブ           | 背番号           | リーグ           | 出場             | 得点             | 出場             | 得点             | 出場             | 得点             | 出場             | 得点             |
| 日本             | 日本             | 日本             | 日本             | リーグ戦         | リーグ戦         | リーグ杯         | リーグ杯         | 天皇杯           | 天皇杯           | 期間通算         | 期間通算         |
| ---------------- | ---------------- | ---------------- | ---------------- | ---------------- | ---------------- | ---------------- | ---------------- | ---------------- | ---------------- | ---------------- | ---------------- |
| 2014             | びわスポ大       | 23               | -                | -                | -                | -                | -                | 0                | 0                | 0                | 0                |
| 2017             | びわスポ大       | 9                | -                | -                | -                | -                | -                | 1                | 1                | 1                | 1                |
| 2018             | 長野             | 23               | J3               | 25               | 5                | -                | -                | 2                | 0                | 27               | 5                |
| 2019             | 長野             | 8                | J3               | 12               | 1                | -                | -                | 2                | 0                | 14               | 1                |
| 2020             | O京都            | 18               | 関西1部          | 4                | 0                | -                | -                | 1                | 0                | 5                | 0                |
| 通算             | 日本             | 日本             | J3               | 37               | 6                | -                | -                | 4                | 0                | 41               | 6                |
| 通算             | 日本             | 日本             | 関西1部          | 4                | 0                | -                | -                | 1                | 0                | 5                | 0                |
| 通算             | 日本             | 日本             | 他               | -                | -                | -                | -                | 1                | 1                | 1                | 1                |
| 総通算           | 総通算           | 総通算           | 総通算           | 6                | -                | -                | 6                | 1                | 47               | 7                |                  |

出場歴
- Jリーグ初出場 - 2018年3月10日 J3第1節 vs藤枝MYFC（藤枝総合運動公園サッカー場）
- Jリーグ初得点 - 2018年7月8日 J3第17節 vsカターレ富山（長野Uスタジアム）

## タイトル

### クラブ
びわこ成蹊スポーツ大学
- 関西学生サッカーリーグ：1回（2017年）
- 滋賀県サッカー選手権大会：2回（2014年、2017年）

AC長野パルセイロ
- 長野県サッカー選手権大会：2回（2018年、2019年）

おこしやす京都AC
- 京都FAカップ京都サッカー選手権大会：1回（2020年）